# Куцебо, Сергей Захарович
Сергей Захарович Куцебо (род. 7 февраля 1961) — советский легкоатлет, специалист по бегу на короткие и средние дистанции, барьерному бегу. Выступал на всесоюзном уровне в 1980-х годах, обладатель двух серебряных медалей Всемирных Универсиад, многократный победитель и призёр первенств всесоюзного значения, участник чемпионата Европы в помещении в Мадриде. Представлял Ленинград и спортивное общество «Буревестник».

## Биография
Сергей Куцебо родился 7 февраля 1961 года. Занимался лёгкой атлетикой в Ленинграде, выступал за добровольное спортивное общество «Буревестник».
Впервые заявил о себе на всесоюзном уровне в сезоне 1980 года, когда на чемпионате СССР в Донецке с ленинградской командой выиграл серебряную медаль в зачёте эстафеты 4 × 400 метров.
В 1982 году дисциплине 400 метров победил на соревнованиях в Ленинграде, стал серебряным призёром в беге на 400 метров с барьерами, установив свой личный рекорд — 49,92.
В 1983 году на чемпионате страны в рамках VIII летней Спартакиады народов СССР в Москве с личным рекордом 45,74 финишировал четвёртым в индивидуальном беге на 400 метров и взял бронзу в эстафете 4 × 400 метров. Будучи студентом, представлял Советский Союз на Всемирной Универсиаде в Эдмонтоне — в дисциплине 400 метров дошёл до стадии полуфиналов, тогда как в эстафете 4 × 400 метров вместе с соотечественниками Евгением Ломтевым, Александром Трощило и Виктором Маркиным завоевал серебряную награду, уступив в финале только команде Соединённых Штатов.
В 1984 году на всесоюзных соревнованиях в Киеве получил серебро и золото в дисциплинах 400 метров и 400 метров с барьерами соответственно. На чемпионате СССР в Донецке в 400-метровом беге стал шестым.
На чемпионате СССР 1985 года в Ленинграде в беге на 800 метров с личным рекордом на открытом стадионе 1:45.81 выиграл бронзовую медаль. Бежал эстафету 4 × 400 метров на Универсиаде в Кобе, вновь стал серебряным призёром, при этом его партнёрами были Тагир Земсков, Евгений Ломтев и Владимир Просин — на сей раз их опередила сборная Кубы.
В 1986 году в дисциплине 800 метров завоевал бронзовую награду на зимнем чемпионате СССР в Москве, дошёл до полуфинала на чемпионате Европы в помещении в Мадриде, где установил личный рекорд в помещении — 1:51.21.
На чемпионате СССР 1987 года в Брянске стал бронзовым призёром в эстафете 4 × 400 метров.
В 1988 году в той же дисциплине получил серебро на чемпионате СССР в Таллине.